# ورزشگاه المپیسکی
ورزشگاه المپیسکی یا ورزشگاه المپیک کیف با نام کامل مجموعه ورزشی ملی المپیسکی (به انگلیسی: Olimpiysky National Sports Complex)، ورزشگاهی است که در شهر کی‌یف در کشور اوکراین قرار دارد. بخشی از مسابقات جام ملت‌های اروپا ۲۰۱۲ در این ورزشگاه برگزار شده است.
این ورزشگاه در ۱۲ اوت ۱۹۲۳ ساخته شده، در مراحل مختلف مورد بازسازی و گسترش قرار گرفته است و ظرفیت آن ۷۰٬۰۵۰ نفر است.
ورزشگاه المپیسکی با نام سابق ورزشگاه جمهوری (Republican Stadium) یکی از ورزشگاه‌های مورد استفاده در بازی‌های المپیک تابستانی ۱۹۸۰ بوده است. این ورزشگاه میزبان فینال لیگ قهرمانان اروپا در سال ۲۰۱۸ بوده است.